# Louis Desvignes
Pour les articles homonymes, voir Desvignes.
Louis Desvignes, né  le 14 novembre 1877 au Creusot (Saône-et-Loire) et mort le 22 juin 1934 en son domicile dans le 4e arrondissement de Paris, est un sculpteur et médailleur français,, actif au début du XXe siècle.

## Biographie
Louis Desvignes est l'élève de Raoul Verlet (1857-1923), d'Ernest Henri Dubois (1863-1930) et de Paul Auban (1869-1945) à l'École des beaux-arts de Paris.
Sociétaire de la Société des artistes français, il expose au Salon des artistes français où il obtient une mention honorable en 1907, une médaille de 3e classe en 1909 et une médaille de 2e classe en 1911. Il y présente en 1929 un Cadre contenant des médailles et des plaquettes (bronze). 